# Лук Натальи
Лук Ната́льи (лат. Allium nathaliae) — вид однодольных растений рода Лук (Allium) семейства Амариллисовые (Amaryllidaceae). Впервые описан российским ботаником Алексеем Петровичем Серёгиным в 2004 году. 

## Этимология
Вид назван в честь Натальи Константиновны Шведчиковой, ведущего специалиста Гербария Московского университета, собравшей образцы этого растения в Крыму.

## Распространение и среда обитания
Эндемик Крыма, известный из южной части полуострова от Ялты до горы Кара-Даг.
Произрастает на каменистых осыпях на высотах примерно 750 м.

## Ботаническое описание
Луковичный геофит.
Луковица формой от почти шаровидной до яйцевидной, с коричневой или серовато-коричневой оболочкой.
Листьев по 2—5, дугообразные, зазубренные по краям.
Соцветие сферическое, компактное, с цветками розового цвета.
Плод — коробочка с семенами чёрного цвета.
Близок виду Allium erubescens C.Koch.
В 2006 году выделялась отдельная разновидность — Allium nathaliae var. tepekermensis Seregin с горы Тепе-Кермен, отличающаяся от прочих экземпляров вида спирально закрученными листьями, однако к настоящему времени A. n. var. tepekermensis считается синонимичным названием.

## Природоохранная ситуация
Лук Натальи занесён в Красную книгу Крыма.